# Brachydesmus ferrugineus
Brachydesmus ferrugineus är en mångfotingart som beskrevs av Hans Lohmander 1936. Brachydesmus ferrugineus ingår i släktet Brachydesmus och familjen plattdubbelfotingar. Inga underarter finns listade i Catalogue of Life.